# 紫姑

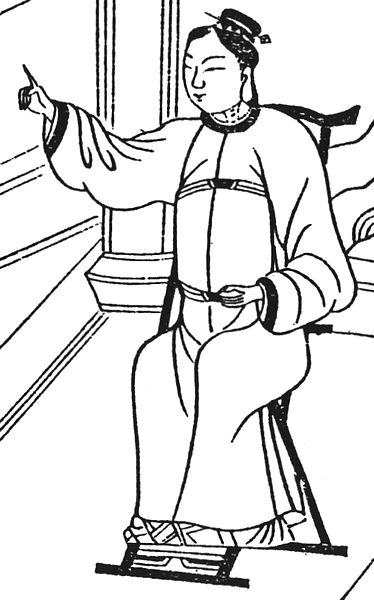
紫姑

紫姑，又称廁姑、戚姑、茅姑、坑姑、坑三姑娘等，是漢族民間信仰的廁神。

## 傳說
相傳廁姑為西汉初年的戚夫人。戚夫人受呂后虐殺於廁，後人以此相悼。
另一說本名何媚，字麗娘，因此又被稱為何麗娘，莱阳人。首见于刘敬叔《异苑》卷五，相传是寿阳李景之妾，为正妻所嫉，正月十五夜被杀於厕中。據稱紫姑死後有未卜先知的能力，成為民間扶乩所問之神明。
馬晉封的家鄉莒县在上元節有拿竹椅去養豬場迎紫姑的習俗，曾作詩：「竹椅抬來少女衣，豬欄坐場禮如儀。 虔誠請得紫姑至，不問休咎問歲時。」

## 風俗
以前，有「正月十五迎紫姑」的風俗，人們會製作真人大小的紫姑肖像，在廁所、廚房旁邊迎接紫姑，不過以前廁所在房子外面，現在廁所在屋內，所以以前的習俗現今已不適用。相傳祭拜紫姑能求子、生產順利和婆媳和睦。該風俗在台灣仍有遺存。

## 演變
學者認為有許多地區在中秋節的扶乩，皆是由紫姑的習俗所演變。粵語歇後語中有一句「屎坑三姑——易請難送」就是源於此俗。
廣東、福建、臺灣鹿港等地的籃仔姑使用菜籃為扶乩道具。臺灣的椅仔姑使用椅子為扶乩道具。

## 記載
- 《齐谐记》載：“正月半，……其夕则迎紫姑以卜。”
- 宗懔《荆楚岁时记》載：“十五日，其夕迎紫姑以卜将来蚕桑，并占众事。”
- 黄斐默《集说诠真》：“今俗每届上元节，居民妇女迎请厕神。其法：概于前一日取粪箕一具，饰以钗环，簪以花朵，另用银钗一支插箕口，供坑厕侧。另设供案，点烛焚香，小儿辈对之行礼。”

### 引用
1. ↑  黃彥昇. . NOWnews 今日新聞. 2018-05-16  [2023-06-27]. （原始内容存档于2023-06-27）.
2. ↑  施鸿宝《闽杂记》載：“闽俗，妇女多善扶紫姑神。上诸府则在七月七日，称为姑姑，下诸府则在上元夜，称为东施娘。又下（诸） 府未字少女，多于是日潜揭门前所贴春联，于紫姑前焚之，以为他日必得读书佳婿。”
3. ↑  國立歷史博物館編輯委員會. . 台灣: 國立歷史博物館. 2000-08-01. ISBN 9570264322 （中文（臺灣））.
4. ↑  賴俊佑. . TVBS. 2018-10-13  [2023-01-30]. （原始内容存档于2022-05-16） （繁體中文）. 早期有「正月十五迎紫姑」的風俗，人們會製作真人大小的紫姑肖像，在廁所、廚房旁邊迎接紫姑，不過早期廁所在房子外面，現在廁所在屋內，所以早期的習俗現今已不適用，可用燒紙錢代替即可。
5. ↑  .   [2023-01-30]. （原始内容存档于2020-12-21）.
6. ↑  朱介凡. . 台灣: 台灣商務印書館. 1989-08-01. ISBN 9789570500042 （中文（臺灣））.
7. ↑  方向宇. . 《東方日報》. 2015-06-22  [2017-03-01]. （原始内容存档于2020-12-21） （中文（简体））.
8. ↑  劉志文. . 中國: 廣東旅游出版社. 2007-01-01. ISBN 9787806538333 （中文（中国大陆））.
9. ↑  施鴻保. . 大清 （中文）. 閩俗婦女多善扶紫姑神土諸府廁在七月七日稱為始始下一府則在上元夜稱為東地媒按寰宇記會稽亨輔村有束施家西施家東施女醜見西施鹽而效之所謂東施效遲也稱為東施痕似以為醜女矣神不怒耶余替午漸新秋詩過光澤梅坪地方正七月七日婦女多主社廟扶紫姑因得句云溪翁眉竹立焉鬼村女髻花扶紫姑鸕鷀一名鳥鬼見杜詩註又下府未字少女多於是日潛揭門前所貼春聯於紫姑前焚之以為他日必得讀書佳婿
10. ↑  福建省诏安县地方志编纂委员会. . 中國: 方志出版社. 1999-12. ISBN 9787801225412 （中文（中国大陆））.
11. ↑  尤增輝. . 台灣: 大漢出版社. 1979 （中文（臺灣））.
12. ↑  劉昌博. . 台灣: 黎明文化. 1981-03 （中文（臺灣））.